# Jabloňovce
Jabloňovce (in ungherese Hontalmás) è un comune della Slovacchia facente parte del distretto di Levice, nella regione di Nitra.